# HD29172
HD29172 — хімічно пекулярна зоря спектрального класу A5, що має видиму зоряну величину в смузі V приблизно  7,7.
Вона  розташована на відстані близько 521,0 світлових років від Сонця.